# Tjernogor
Tjernogor (bulgariska: Черногор) är ett distrikt i Bulgarien.   Det ligger i kommunen Obsjtina Glavinitsa och regionen Silistra, i den nordöstra delen av landet, 300 km öster om huvudstaden Sofia.
Trakten runt Tjernogor består till största delen av jordbruksmark. Runt Tjernogor är det ganska glesbefolkat, med 40 invånare per kvadratkilometer.